# Drieňovec (676 m)
Drieňovec (676 m n.p.m.) - skaliste wzniesienie w Krasie Słowacko-Węgierskim, w południowo-wschodniej Słowacji. Drugi co do wysokości „szczyt” Płaskowyżu Silickiego. Nazwa pochodzi od słowackiej nazwy rośliny drieň = pol. dereń. Dereń jadalny (łac. Cornus mas) rośnie tu powszechnie w prześwietlonych lasach, lasostepach i na skalistych zboczach.
Drieňovec wznosi się na północno-zachodniej krawędzi Płaskowyżu Silickiego, ponad doliną Slanej i wsią Brzotín. W kierunku południowym i wschodnim partie szczytowe opadają dość łagodnie 60-70 m ku lokalnym obniżeniom terenu, pogłębionym jeszcze sporymi lejami krasowymi. Ku północnemu zachodowi spod samego szczytu opada 400 m w dół ku dolinie Slanej bardzo stromy, w większości skalisty, miejscami urwisty stok. Cały masyw wzniesienia jest porośnięty lasem, lokalnie zespołami roślinności naskalnej.
Masyw Drieňovca budują wapienie triasowe, w wyższych partiach głównie jasne, masywne wapienie rafowe tzw. wettersteinskie, pokrywające prawie całą północną część płaskowyżu. Poniżej nich, w stromych urwiskach zboczy północno-zachodnich, widoczne są także jasne wapienie tzw. steinalmskie oraz ciemne dolomity i wapienie tzw. gutensteinskie.
Ok. 600 m na południe od wierzchołka znajduje się jaskinia o nazwie Mačacia priepasť.
Drieňovec znajduje się w granicach Parku Narodowego Kras Słowacki. Całość jego północno-zachodnich, skalistych zboczy obejmuje Rezerwat przyrody Brzotínske skaly. Nie prowadzi nań żaden znakowany szlak turystyczny. Zielono znakowany szlak, obiegający od zachodu i północy płaskowyż, wiedzie południowymi zboczami wzniesienia, ok. 350 m na południe od wierzchołka.